# Cratere Cangwu
Cangwu  è un cratere sulla superficie di Marte.